# Ceres (Mythologie)

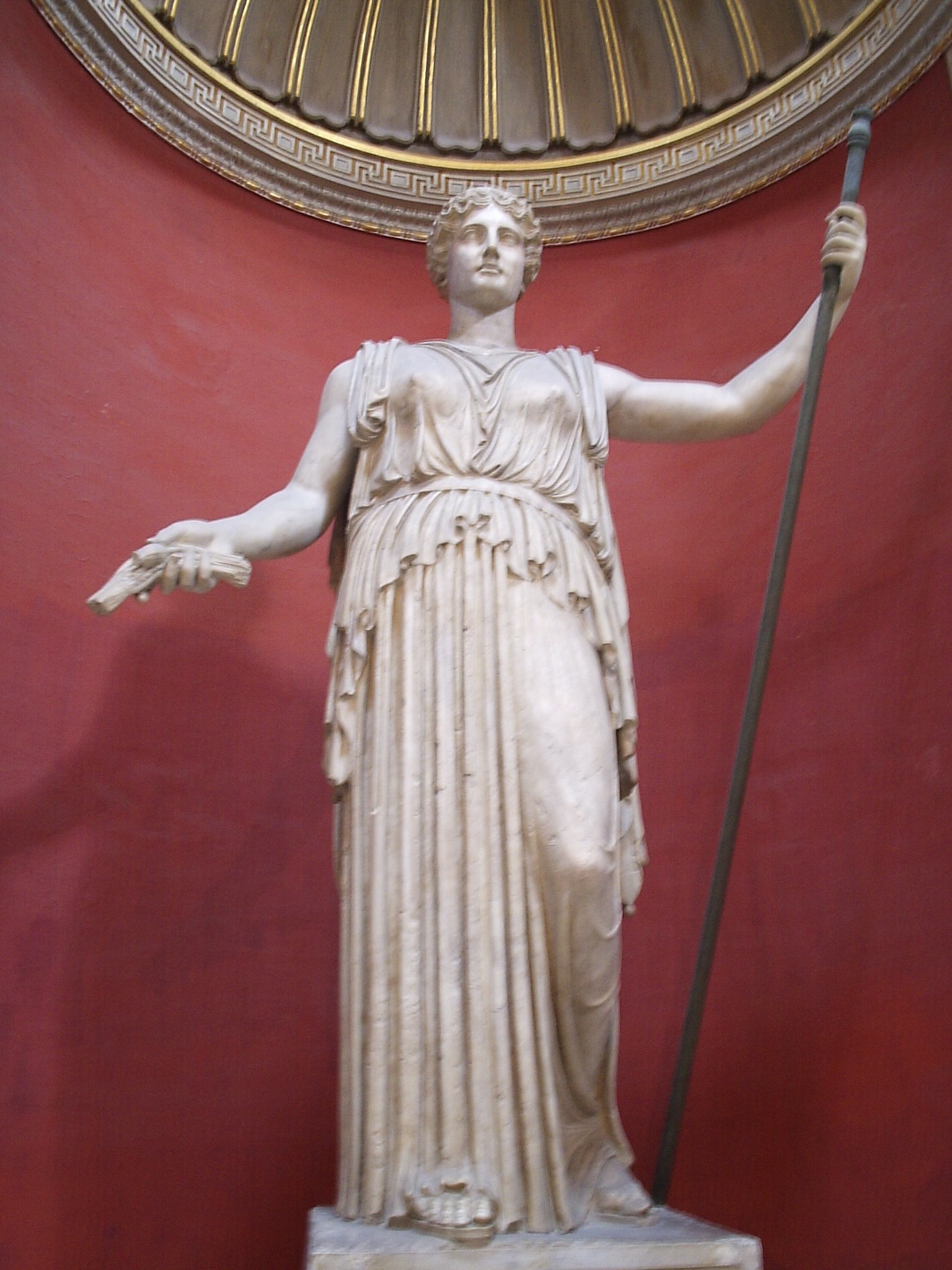
Kolossalstatue der Ceres (Vatikanische Museen, Rom)

Ceres (ausgesprochen [ˈt͡seːʁɛs], im klassischen Latein [ˈkɛ.reːs]) ist die römische Göttin des Ackerbaus und der Fruchtbarkeit und gilt als Gesetzgeberin. Sie ist die Tochter der Ops und des Saturn. Im Griechischen heißt Ceres Demeter. Sie hatte mit Jupiter zwei Kinder: Proserpina und einen ungenannten Jungen. Die Interpretatio Romana stellt allerdings der eleusinischen Trias Demeter, Iakchos und Kore diejenige von Ceres, Liber und Libera gebildete aventinische Trias gegenüber.

## Ikonographie

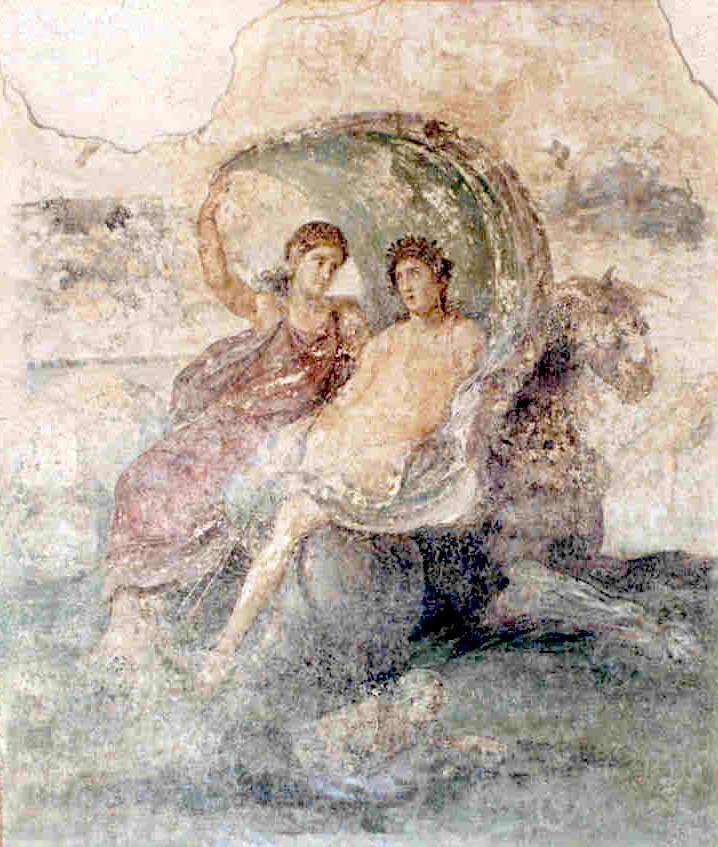
Dionysos und Demeter-Ceres, antikes Fresko aus Stabiae

Die Attribute der Ceres waren Früchte, Fackel, Schlange, Ährenkranz oder Ährengarbe sowie Ameise. Heilig waren ihr weiterhin der Mohn und das Schwein. Ceres wird mit weizenblonden Haaren beschrieben, die oft lang getragen, aber auch zu Zöpfen geflochten sind. Manchmal trägt sie ein Füllhorn.
Die sie begleitende Schlange, die in Klüften und Felsen lebt und auf der Erde kriecht, wird symbolisch weithin als  chthonisches Abzeichen gedeutet.
Die Fackel trug sie als Symbol aus dem eleusinischen Mysterienkult (siehe Mysterien von Eleusis). Auch Demeter ist mit Fackel abgebildet. Sie scheint also eine spätere Errungenschaft zu sein. Die Fackel selbst bedeutet: Wegleuchten, also jemandem den Weg leuchten.
Der Sage nach soll Ceres auch nachts mit einer Fackel nach ihrer Tochter Proserpina suchen.
Das Schwein, ein in der Erde wühlendes Tier, ist der Demeter wie der Ceres heilig. Hier besteht keine Übertragung, sondern eine Identität von der Sache her, als die Aufbrüche und Suhlen der Schweine auf dem Lande wahrscheinlich auf der Kulturstufe des Übergangs zum Ackerbau die ersten „Äcker“ gewesen sind, also die Stelle, an denen das Aufgehen von Samen beobachtbar war.
Der Mohn war ebenfalls eine Gabe der Demeter. Schon bei der babylonischen Ištar war Mohn ein Symbol. Man vermutet, dies sei der vielen Samen der Mohnkapsel wegen geschehen, welche Fruchtbarkeit symbolisieren sollen. Ob die schon frühzeitig bekannte berauschende Wirkung des Mohnsaftes eine Rolle spielte, steht nur zu vermuten.
Der Ährenkranz oder die Ährengarbe stehen als Symbol für die Nahrung. Dabei handelt es sich wesentlich um Weizen und um Gerste, den beiden vorherrschenden Getreidearten.
Das Füllhorn ist ein Symbol des materiellen Glückes. Es ist in erster Linie Attribut des Plutos, des Gottes der Unterwelt und des Reichtums.
In allegorischen Darstellungen der vier Jahreszeiten verkörpert Ceres den Sommer.

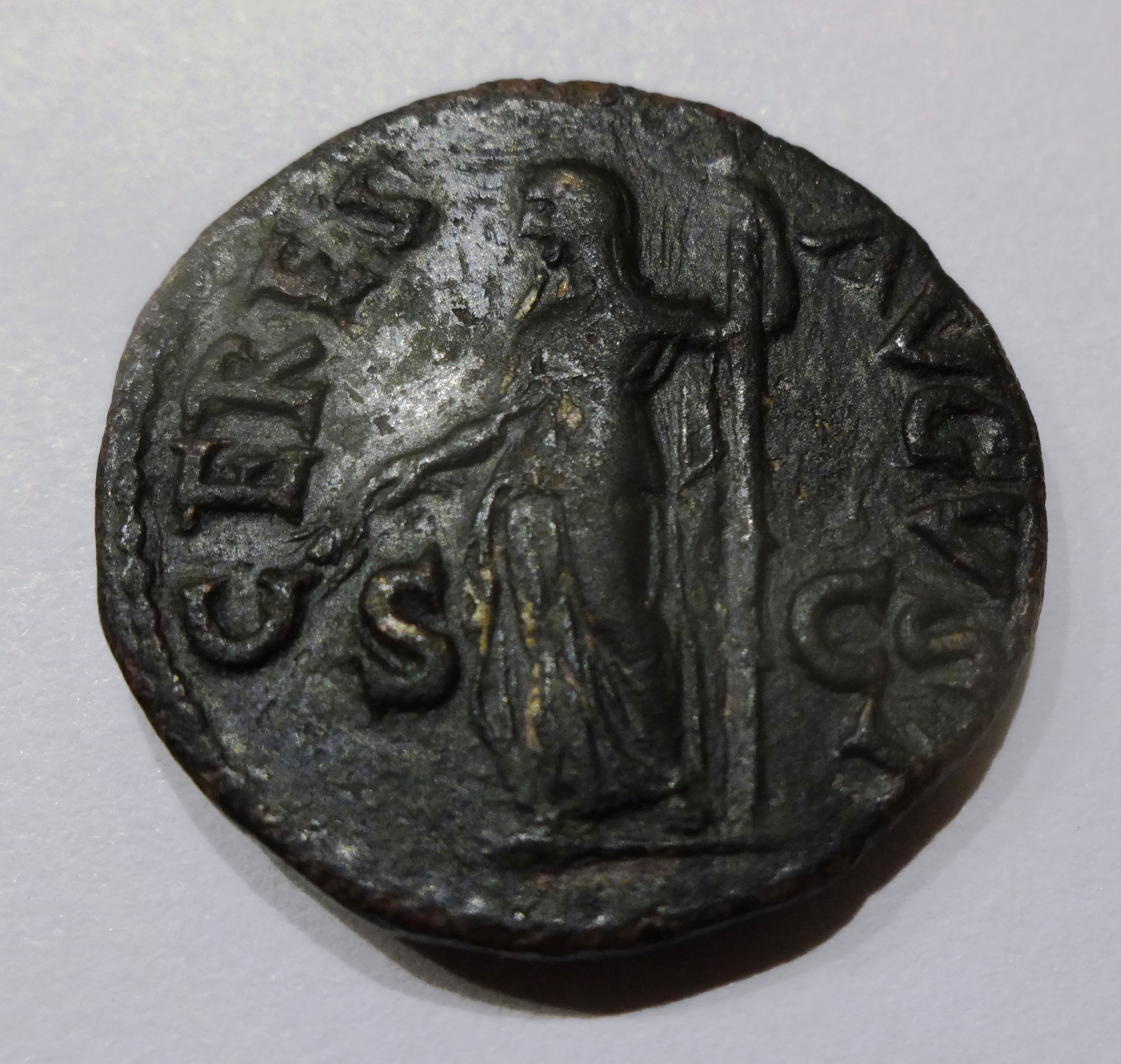
Ceres auf einem As Domitians, Rückseite

## Der Name und dessen Aussprache
Der Name Ceres stellt sich zu lateinischen Verben, wie crescere – wachsen und creare – erschaffen, hervorbringen, zeugen/gebären, wählen; wohl aber auch zu cernere – entscheiden. Sicher gehört auch cera – das Wachs und cervus – der Hirsch hierher. Ausgesprochen wurde der Name Ceres im klassischen Latein mit unaspiriertem K, Zungen-R, offenem E (ä), wobei das zweite E lang war, und scharfem Eszett: Kerreeß [kerε:s].

## Herkunft
Vermutlich ist ihr Ursprung etruskisch. Sie gilt als altitalische römische Gottheit, deren Wesen durch Angleichung an Tellus und oskisch oder etruskisch vermittelte Vermischung mit Demeter verdunkelt wurde. Seit dem 6. Jahrhundert v. Chr. ist sie das römische Pendant zur griechischen Göttin Demeter.
Die Interpretatio romana der griechischen Trias Demeter, Dionysos und Kore (Κόρη – Mädchen) ist eine Interpretation und keine Identifikation. Bemerkenswert bleibt allerdings in diesem Zusammenhang die Nähe des Begriffes Tellus (Erdreich, Erde) zu dem der Demeter, gr. Δημήτηρ = gr Γῆ-μήτηρ = Erdmutter und auch die etymologische Verwandtschaft von Ceres und Kore. Auch mythologisch wäre es sinnvoll, das Wachstum (Ceres = Kore = Mädchen) als Frucht der Erdmutter darzustellen.
Die Ceres gilt mit Tellus und ihren altitalischen Kindern Libera und Liber als chthonische Dea. Sie wird den Inferi zugeordnet, also den in der Erdinnenwelt lebenden Wesen, woran auch ihre „Zuständigkeit“ für den Tod erinnert. Diese ursprüngliche nicht-gräzisierte Trias war eventuell das plebejische Gegenstück zur kapitolinischen Trias (Jupiter, Mars, Quirinus) der Patrizier. Indem diese vom Himmel kommend als Abkommen der Superi galten, mussten folgerichtig die vulgären Plebejer inferioren Ursprungs, also irdischer Herkunft sein.
Da es keine Dogmatik gab in der römischen Religion, gab es auch keine absolute Trennung zwischen Tellus und Ceres, und es ist zu vermuten, dass der von Ovid gemachte Unterschied durchaus nicht Allgemeingut der Kultgemeinde war.

## Tempel der Ceres in Rom
Die früheste nachweisbare staatliche Verehrungsstätte in Rom war eine halbkugelförmige Vertiefung in die Erde, der auf dem Forum Romanum neben dem Comitium (Versammlungsort des Volkes) am Fuße des Capitols gelegene sogenannte Mundus Cereris.
Ein dreizelliger Tempel mit noch etruskischem Grundriss, zwischen Circus Maximus und Aventin gelegen, wurde ihr und den Göttern Liber und Libera ab 496 v. Chr. erbaut, weil der Diktator Postumius wegen einer Hungersnot auf Weisung der sibyllinischen Bücher der Ceres einen Tempel gelobt hatte, und 493 v. Chr. durch den Konsul Spurius Cassius geweiht. Geopfert wurde hier ausschließlich der Ceres. 31 v. Chr. brannte diese sogenannte aedes Cereris ab, wurde von Augustus erneuert und von Tiberius im Jahr 17 n. Chr. geweiht.
Relativ früh erhielt der Tempel einen eigenen Priester, den flamen Cerialis, der aus dem Volke kommen durfte. Man vermutet, dass aus dem Vorsteher dieses für die römischen Plebejer so wichtigen Gebäudes, des templum Cereris, das Aedilat entstanden ist, denn den Ädilen oblag die cura annonae, also die Aufsicht über Getreidespenden und Marktgerechtigkeit, was unter anderem die Preisüberwachung einschloss. Dieser Tempel war der sakrale Mittelpunkt der römischen Plebs, hatte Asylrecht und beherbergte die Kasse der römischen Plebs. Hier befand sich auch das Staatsarchiv für Volks- und Senatsbeschlüsse.
Vom Tempel der Ceres in Rom gingen die secessiones von 494 v. Chr. und 450/449 v. Chr. aus, der Auszug der Plebejer auf den Mons Sacer, mit welchem sie die Patrizier bezwangen und die Einführung des Plebiszits durchsetzten. Die Volkstribunen waren der Ceres gegenüber zur Einhaltung der Gesetze verpflichtet.

## Öffentlicher Kult
Vor der Aussaat wurde Tellus und Ceres vom flamen Cerialis ein öffentliches Opfer dargebracht, wobei in Rom selbst bei der öffentlichen Kulthandlungen noch zwölf männliche Sondergötter aus dem Kreis der Indigitamenta angerufen wurden, die sämtlich Bezug zu bäuerlichen, mit dem Getreide in Zusammenhang stehenden Arbeiten hatten. Diese hießen:
- Vervactor (1. Pflügen des vervactum = das brachliegende Feld)
- Reparator (2. Pflügen)
- Inporcitor (3., letztes Pflügen, lirae = Furchen werden gezogen und porcae = Wasserabzugsfurchen)
- Insitor (Saat)
- Obarator (Einarbeiten der Saat)
- Occator (Eggen)
- Saritor (Jäten)
- Subrunc(in)ator (Unkrautraufen)
- Messor (Mahd)
- Convector (Einfahrt der Garben)
- Conditor (Speicherung des Getreides)
- Promitor (Ausgabe des Getreides)

Auffällig ist die Zwölfzahl, und es kann nicht ausgeschlossen werden, dass in diesen Sondergöttern alte bäurische Monatsgenien weiterleben. Ihre Namen decken sich zum Teil mit Sondergöttinnen des Ackerbaus aus früh- und vorrömischer Zeit. Diese waren Seia (Säerin), Segetia oder Segesta (Seges, etis, f – Saat), Messia (Mäherin) und Tutulina (die Schützende). Diese Genien, nach Plinius im Circus ausgestellt, waren einer mittelmeerländischen Korngöttin zugeordnet, welche die italischen Einwanderer später Ceres nannten. Sie lassen vermuten, dass die Feldarbeit ursprünglich vorwiegend in den Händen der Frauen lag.
Nach beendeter Frühjahrssaat wurden Ceres und Tellus an den beweglichen feriae Sementivae an zwei durch sieben Tage getrennten Tagen im späten Ianuarius oder frühen Februarius eine trächtige Sau und Spelt dargebracht.

## Privater Kult
Durch den älteren Cato wissen wir, dass die Ceres zu den Numina der Bauernhöfe zählte. Der private Kult dürfte noch älter sein als der öffentliche. Beim Tode eines Familienangehörigen wurde der Ceres sofort eine Sau, die porca praesentanea, dargebracht. Mit Sicherheit handelte es sich dabei nicht um ein Ganzopfer, ein Holokaustum, bei dem das Opfer ganz verbrannt wurde, sondern um ein Mahlopfer, bei dem nur Teile der Göttin dargebracht und der große Rest zubereitet und als Leichenschmaus von den Menschen verzehrt wurde. Da Ceres eine der Inferi war, werden ihr die Gaben nicht über das Feuer übergeben, sondern einfach in eine Grube gelegt worden sein. Ähnliches wird von den Thesmophorien in Bezug auf Demeter berichtet.

## Gräzisierung
Ob eine ursprüngliche Identität zwischen Demeter und Ceres besteht – waren doch beide Völker nahe verwandte Indogermanen – sei dahingestellt. Immerhin hielten die Römer Enna in Sizilien, das zu Magna Graecia gehörte, für die Heimat der Ceres. Auch waren schon lange Priesterinnen aus Unteritalien in ihrem Dienst. Gegen 250 v. Chr. jedenfalls wurde der Cereskult vor allem durch griechische Priesterinnen vollzogen. Hier fassen wir eine Spezialisierung auf den Getreideanbau. Der Kult wandelte sich zu dem durch die Demeter in den Tesmophorien vorgegebenen Schema hin, wo diese auf der Suche nach ihrer Tochter Persephone (Kore in der römischen Mythologie Proserpina) war. Auch die schon frühe Angleichung des altrömischen Libers an den Dionysos mag mehr als späte theoretisierende Systematik sein.

## Feste
Die Cerialia stehen im Festkalender zum 19. April. Sie lagen mit genau drei Tagen Zwischenraum zwischen den Fordicidien (Kuhfest) und den Vinalia (Weinfest). Spätestens seit dem dritten Jahrhundert v. Chr. wurden Ludes (Spiele) von den plebejischen Ädilen gegeben.
Zwischen 249 und 218 v. Chr. wurde der Ceres ein Jahresfest im Hochsommer nach griechischem Ritus eingerichtet. Während dieses Festes war Enthaltsamkeit von Wein und Brot, und eventuell auch vom Gebrauch der pudenda – der Geschlechtsteile – Gebot. Es hieß Initia cereris – „Eingang in Ceris“ – wobei darunter eventuell eine Einweihung oder auch eine Invokation zu verstehen ist. Eine andere Theorie besagt, dass damit Anfang des Wachstums gemeint war und der Festname vom Frühlingsfest auf das Sommerfest gelegt wurde.
Der Vollständigkeit halber sei hier genannt, dass dem altitalischen Paare Liber / Libera am 17. März die Liberalia gefeiert wurden. Diesen Tags boten alte Frauen selbstgebackene Opferkuchen Libum = Kuchen feil, welche sie für den Kunden dann auf kleinen Herden opferten. Ebenso nahmen die Knaben Gelegenheit, die Männertoga anzulegen.

## Legislatur
Ovid beschreibt Ceres als Gesetzgeberin. Als solche wird sie auch schon in den Zwölftafelgesetzen genannt. Möglicherweise spielt hier Demeter als Herrin der Thesmophorien eine Rolle, wegen der Doppelbedeutung des Thesmon als „Niedergelegtes / Niedergeschriebenes“.
Auf den Ackerbau als Beginn der Gesetzlichkeit weist der griechische Stamm νέμ-, auch in unserem dt. „nehmen“ und „Name“ enthalten, von dem sich im klassischen Griechisch zwei, dort nur durch den Akzent unterschiedene, gleich unserem „Weg“ und „weg“nehmen, Substantiva ableiten, nämlich νόμος = Gesetz und νομός = Weideland. Letzteres spiegelt sich in Nomaden wider, ersteres etwa in Oekonomie. Auch im Deutschen wird deutlich, dass Gesetz etwas mit Besitz und dieser etwas mit Sesshaftigkeit, und diese etwas mit Ackerbau zu tun hat. Wir haben also hier ein sprachliches Fossil vor uns. Anhand dessen können wir uns vorstellen, wie Ceres zur Gesetzgeberin geworden sein könnte.